# سيدة القاهرة (فلم)
سيدة القاهرة فيلم دراما مصري إنتاج عام 1990م، من إخراج مومن السميحي. ومن بطولة يسرا، جميل راتب، نبيل الحلفاوي، عبد العزيز مخيون، محمود حميدة، ليلى فهمي.

## القصة
تغادر فتاة الريف المصري إلى القاهرة للبحث عن أخيها الذي سبقها إلى هناك، وعندما تصل، تتعرف على رجل غني وتتزوج منه وتنضم إلى المجال الفني بحكم أنها ذات صوت جميل وتجيد الغناء وتتألق وتصبح نجمة الجماهير لكنها لم تصر راضية عن حياتها الزوجية، فتنجرف في عدد من العلاقات.